# Сангпар
Сангпа́р (тадж. Сангпар) — село у складі Хатлонської області Таджикистану. Входить до складу Зірацького джамоату Кулобського району.
Назва означає каменепад.
Населення — 1370 осіб (2010; 1399 в 2009, 590 в 1981).
Національний склад станом на 1981 рік — таджики та узбеки.
Через село проходить автошлях Р-24 Кулоб-Мумінобод.